# Антропология
Антрополо́гия (от др.-греч. ἄνθρωπος — человек и λόγος — наука) — совокупность научных дисциплин, занимающихся изучением человека, его происхождения, развития, существования в природной (естественной) и культурной (искусственной) средах.

## История
Возникновение термина «антропология» восходит к античной философии. Древнегреческий философ Аристотель (384—322 гг. до н. э.) первым употребил его для обозначения области знания, изучающей преимущественно духовную сторону человеческой природы. Несмотря на то, что термин в этом значении употреблялся многими классическими и неклассическими мыслителями (Кант, Фейербах и др.), специальная философская дисциплина и школа как таковые оформляются лишь в начале XX века под названием «философская антропология».
В оригинальном значении термин «антропология» употребляется также во многих гуманитарных науках (искусствоведение, психология и др.) и в богословии (теологии), религиозной философии до сих пор. Так, в педагогике существует антропологический подход к воспитанию. Позднее антропологическое знание дифференцировалось и усложнилось.
С развития межконтинентальных путешествий в XVI веке стали появляться работы, такие как «Сравнительное исследование различных народов» (Jean Bodin, 1566), которые закладывали основы для понимания разнообразия этнических культур.
Карл Линней в 1758 году в своей работе «Система природы» предложил классификацию всех живых организмов, включая человека, что стало основой для дальнейших исследований в области биологии и антропологии. К XIX веку антропология начала оформляться в отдельную научную дисциплину, охватывающую культурные, биологические и археологические аспекты человека.
На раннем этапе формирования антропологии как науки (середина XVIII — первая половина XIX веков) преобладало широкое понимание её как универсальной науки о человеке, включая его естественную историю, физическую организацию, психологию, культуру и язык. Первые общие концепции природы человека и человеческого общества предвосхитили теорию географического детерминизма и эволюционизма. 
Идея последовательной смены охотничьей, скотоводческой и земледельческой стадий развития человеческого общества была сформулирована Робером Тюрго; место человека в биологической классификации дал Карл Линней. Систематизацию знаний о человеке подпитывали научные открытия в гуманитарной области в первой половине XIX века: например, сравнительно-историческое языкознание, и археологические открытия первобытности. 
К середине XIX века главным стал эволюционистский взгляд на человека, связанный, в частности, с развитием изучения биологии человека и созданием симиальной теории его происхождения (от обезьяны) последователей  Ч. Дарвина.
С середины XIX века создаются антропологические научные общества. В 1855 году был открыт антропологический отдел в Музее естественной истории в Париже. Первое Антропологическое общество во Франции было создано на базе существовавшего ранее Этнологического общества в 1859 году Полем Брока. Такого же рода общества возникли в других странах: в 1863 году в Великобритании (в 1871 году оно объединилось с существовавшим ранее Этнологическим обществом в Королевский антропологический институт) и в том же году в России (Общество любителей естествознания, антропологии и этнографии), в 1869 году — в Германии (Общество антропологии, этнологии и доистории); в Италии первым, в 1868 году, было создано Общество антропологии и этнологии во Флоренции, в 1871 году такое же в Риме.
В 1856 году в неандертальской долине (Германия) были найдены останки, которые позже стали известны как неандертальцы. Это открытие охватило большое внимание, так как предлагало первый возможный вид ископаемого человека. Значительное влияние на развитие палеоантропологии оказали в XX веке работы Луи и Мэри Лики в Кении, где они обнаружили значительные ископаемые останки Homo habilis и Homo erectus. В 1974 году, благодаря находке «Люси» (Australopithecus afarensis), палеоантропология сделала новый шаг в исследовании родословной человека, подтверждая переход к двуногой походке.
В дальнейшем во Франции и России под антропологией стали понимать главным образом изучение биологии (физическая, или биологическая, антропология), в англоязычных странах включали также изучение социальной и культурной деятельности человека (социальная, или культурная, антропология), в Северной Америке — ещё и археологию и историческую лингвистику.
В Советском Союзе антропология чаще всего понималась как наука о происхождении и эволюции человека и его рас, то есть как физическая антропология.
В России под антропологией до недавнего времени продолжали понимать преимущественно физическую антропологию, но, начиная с 1990-х годов, в вузах России начали появляться кафедры социальной, культурной, политической и философской антропологии.
Обнаружения новых видов, таких как Homo naledi (2015) и Homo floresiensis, расширили горизонты палеоантропологии и показали большую сложность человеческой эволюции.

## Направления
Традиционно выделяют несколько в разной степени обособленных друг от друга и взаимосвязанных дисциплин.
- Антропология медиа — занимается изучением потребления и создания материалов СМИ.
- Визуальная антропология — занимается изучением человека на основе фото-видеоматериалов с помощью таких выразительных средств, как: кинематограф, фотоискусство, телевидение, и других.
- Кибернетическая антропология — занимается изучением человека как кибернетической системы, функционирующей на основании определённых программ.
- Педагогическая антропология — рассматривает воспитание как антропологический феномен[7].
- Религиозная антропология — богословское или философское учение о сущности человека, развиваемое в русле теологии и рассматривающее природу и сущность человека в контексте религиозных учений. Самоопределение предмета антропологии в богословии — раскрытие учения церкви о человеке.
- Социальная и культурная антропология — дисциплина, достаточно близкая к этнологии, занимается сравнительным изучением человеческих обществ. В контексте проблемного поля и методологии социально-культурной антропологии также выделяются в качестве специфических дисциплин лингвистическая, когнитивная, политическая, экономическая, историческая антропология и антропология права.
- Феминистская антропология — междисциплинарный подход к изучению антропологии (археологический, биологический, культурный, лингвистический), направленный на преобразование существующих исследований, социальных практик, а также выработку научных знаний с учётом феминистской теории[8].
- Физическая антропология —  биологическая наука, изучающая эволюцию человека, биологическое разнообразие людей, процессы роста и развития человеческого организма. Включает палеоантропологию и прикладную дисциплину судебная антропология. Рассматривает человека в качестве биологического вида в контексте его эволюции и в сравнении с его ближайшими родственниками — современными и ископаемыми человекообразными приматами.
- Философская антропология — философское учение о природе и сущности человека, рассматривающее человека как особый род бытия. Антропология как философское учение является исторически первой формой представления человека как такового в качестве особого предмета понимания и изучения.